# Електропіаніно

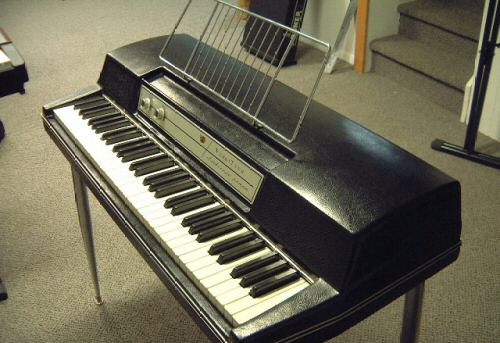
Електричне піаніно Wurlitzer electric piano, що використовувалось такими гуртами як Queen та Pink Floyd.

Електропіані́но, або електри́чне піані́но — клавішний електричний інструмент, що з'явився у 1960-х роках і набув особливої популярності в 1970-х. Електропіаніно не слід плутати з електронними піаніно, що являють собою електронні музичні інструменти.  
Клавіатура та механізм приводу ударних молоточків нагадує конструкцію фортепіано, хоча в деяких моделях замість струн використані металеві язички (наприклад Wurlitzer) або металеві стрижні-камертони (Родес-піано). Механічні коливання струн, язичків або стрижнів-камертонів  знімаються динамічними датчиками, що перетворює енергію їх вібрації в електричну. Згенерований таким чином електричний струм поступає на підсилювач і за допомогою динаміків знову перетворюється у звук.
Початково електропіано з'явилося у вигляді іграшки із клавіатурою у дві октави. Пізніше фірма «Фендер» (США) купила у його винахідника Гарольда Роді патент й, зберігши принцип дії, перетворила іграшку у професійний інструмент, збільшивши клавіатуру до 88 клавіш (у деяких моделях до 72) і устаткувавши його педаллю, як у фортепіано, для продовження звучання. Пізніше було розроблено багато різновидів електропіаніно, проте найпопулярнішим інструментом залишається «Фендер-Родес», відоме як Rhodes piano. Прийоми гри на електропіано ті ж, що й на фортепіано. До числа стандартних регулювань на інструментах всіх фірм можна віднести керування загальною гучністю й рівнем гучності нижніх октав.